# Wehranlage in Hobbersdorf

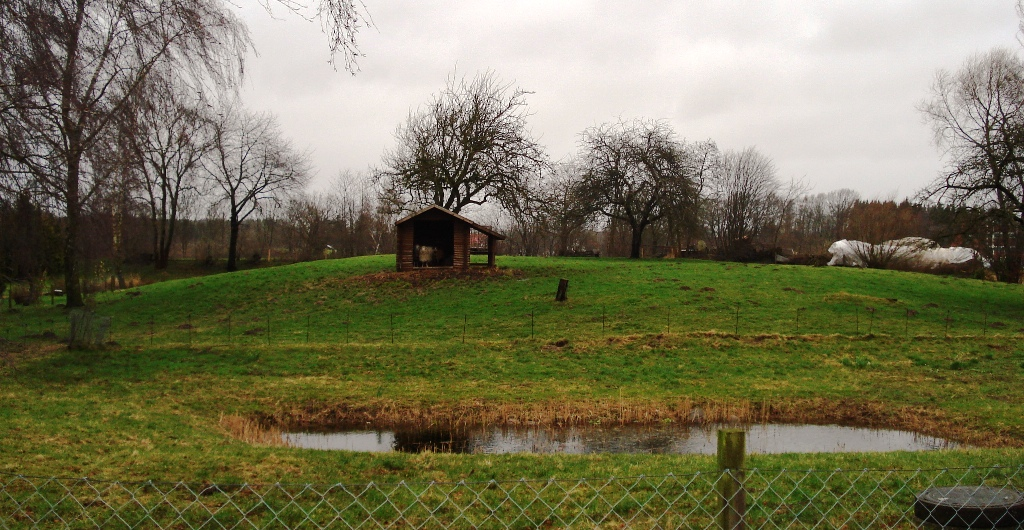
Reste der Wehranlage in Hobbersdorf

Die Wehranlage in Hobbersdorf ist der Rest eines befestigten Wirtschaftshofes in der Mitte des Dorfes Hobbersdorf in der Gemeinde Ratekau im Kreis Ostholstein in Schleswig-Holstein südlich des Flusses Schwartau.
Der Wirtschaftshof wurde laut urkundlicher Erwähnung 1238 gegründet, befand sich in Besitz der Familie von Buchwald und gelangte nach mehrfachem Besitzerwechsel im 16. Jahrhundert in das Eigentum des Lübecker Domkapitels.
1756 wurde er aufgegeben.
Sichtbar sind die Reste des Burghügels, der eine rechteckige Befestigung mit gerundeten Ecken von ca. 55 m Seitenlänge und einer Höhe von ca. 3 m aufweist. Umgeben ist die Anlage von einem ehemaligen Graben von 12 bis 15 m Breite.
Die Fläche des Burghügels ist heute Gartenland und wird als Obstwiese und Viehweide genutzt. Im alten Graben haben sich Teiche gebildet – ein den Norden und Westen der Anlage umgebender großer Teich sowie zwei weitere kleinere Teiche im Südosten und Süden der Anlage.
Die Anlage steht als Bodendenkmal unter Denkmalschutz.

## Quellen

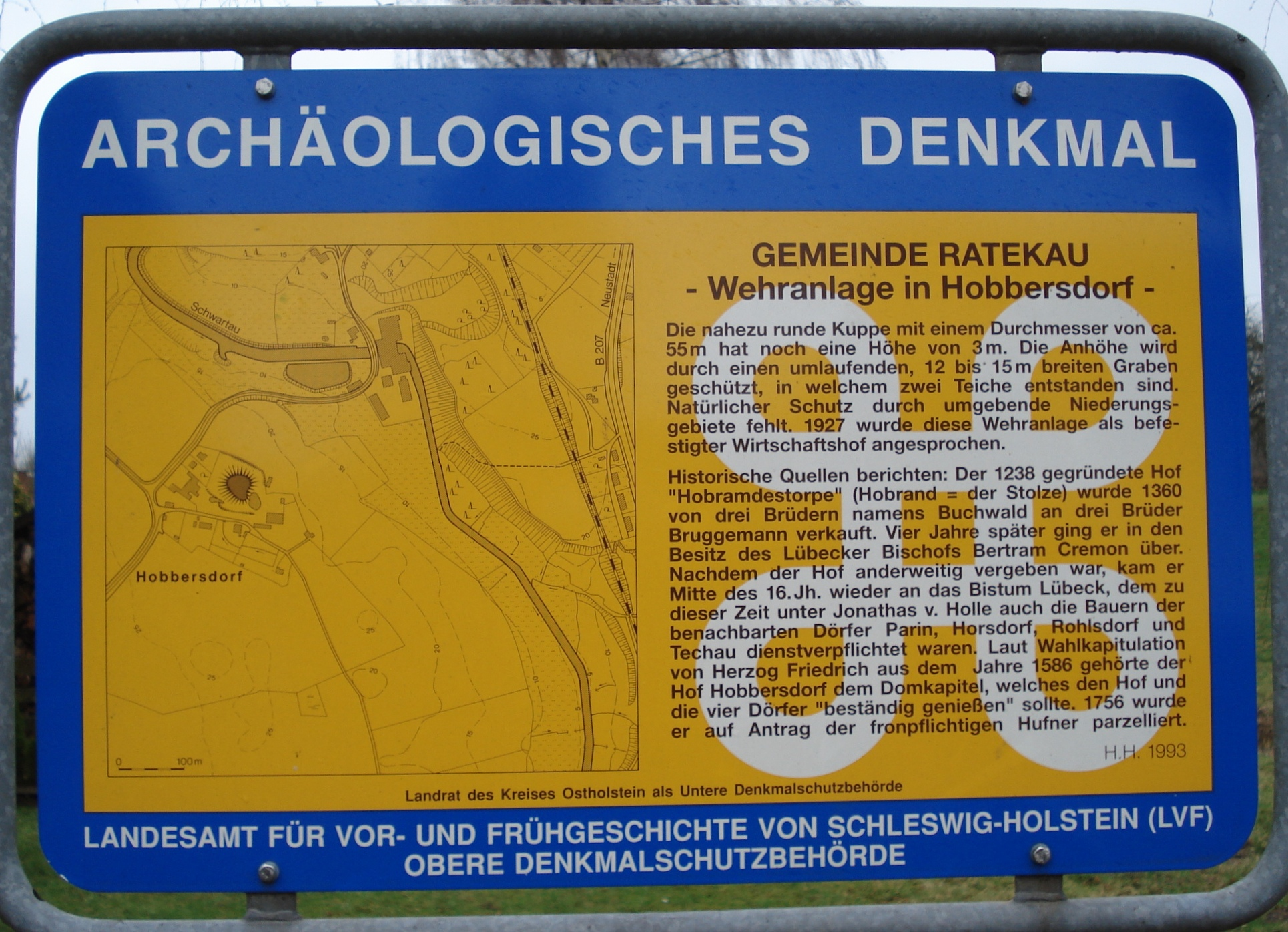
Informationstafel an der Wehranlage in Hobbersdorf